# Christophe Labarde
Christophe Labarde, né le 20 juillet 1961 à Pau (Pyrénées-Atlantiques), est un journaliste, auteur et entrepreneur français.  
Grand reporter au Figaro, cofondateur du magazine Médias, conseiller spécial de François Bayrou (1993-1997), dirigeant d'associations (Association des diplômés HEC aujourd'hui appelée HEC Alumni), il préside par ailleurs (depuis 2012) les Ateliers Labarde, une société de conseils en images dont il est le fondateur. Il est également le fondateur et l'éditeur de la revue La compagnie de Lazare.
Entre 2016 et 2021, il a été directeur général de la French-American Foundation - France.

## Biographie
Christophe Labarde est diplômé de l’École des hautes études commerciales de Paris (HEC) en 1984 et titulaire du certificat d'aptitude à la profession de conseil.

## Carrière

### Journalisme
Christophe Labarde entre au Figaro en 1987, où il devient grand reporter au service « économie internationale », fonction qu'il occupe jusqu'en 1993.
En 1991, il réalise une exclusivité en interviewant de l'ancien secrétaire d'État américain Robert McNamara, qui préconise une diminution drastique de l'arsenal nucléaire mondial, au profit d'une aide massive à l'ex-URSS (Le Figaro, vendredi 20 septembre 1991).
En 1997, il devient rédacteur en chef adjoint de l'hebdomadaire L'Européen aux côtés de Christine Ockrent. En 2001, il cofonde le magazine Médias, dont il sera membre du comité de rédaction jusqu'en 2012. En 2015, il fonde la revue La compagnie de Lazare.

### Lobbying et relations publiques
De 1999 à 2001, il est directeur de la communication et des relations publiques de l'Association générale des producteurs de maïs (AGPM), et de la Confédération européenne des producteurs de maïs (CEPM),. En 2012, Christophe Labarde fonde  une société spécialisée dans le conseil en images, la production et la réalisation de films « sur mesure ». 

### Politique
Christophe Labarde a été conseiller spécial de François Bayrou, président du conseil général des Pyrénées-Atlantiques, ministre de l’Éducation nationale, de l'Enseignement supérieur et de la Recherche, de 1993 à 1997.

### Lien avec HEC
En 2000, il devient président du forum de prospective managériale « Futuract HEC ». Il est par ailleurs administrateur de la Fondation HEC de 2001 à 2008, délégué général, puis directeur général de l'Association des diplômés HEC de 2001 à 2010,.

### Ouvrages
- Je dis (enfin) OUI à mon projet de vie ! (Eyrolles, 2012).
- La civilisation du maïs (Hachette, 2002).
- Djibouti, voyage au pays sans ombre (tirage d'art, édition numérotée signée, hors commerce, 1997).
- L'économie internationale en mouvement 1991-1992 (Hachette, 1991, ouvrage collectif).
- Cabinet médical et informatique (Eyrolles, 1984, traduit en espagnol).
- Les Grands fauves (Plon, 2021. Prix d'économie 2021 de l'Académie nationale des sciences, belles-lettres et arts de Bordeaux[11])